# Voćni mošt u fermentaciji
Voćni mošt u fermentaciji je tekući proizvod. Dobivamo ga fermentacijom voćnog mošta. Stvarne je alkoholne jakosti veće od 1 % vol., ali manje od tri petine ukupne volumne alkoholne jakosti. Pri proizvodnji voćnog vina, pojačavanje volumnih udjela alkohola (volumne alkoholne jakosti) može se napraviti povećanjem udjela alkohola i u voćnom moštu u fermentaciji, dodavanjem šećera.